# Hochzäitsnuecht
Hochzäitsnuecht és una pel·lícula dramàtica luxemburguesa de 1992, dirigit per Pol Cruchten. Es va projectar en la secció Un Certain Regard al Festival de Cinema de Canes de 1992.

## Repartiment
- Pol Cruchten
- Ender Frings - Tony
- Sylvie Gales
- Daisy Garand
- Danièle Gaspard
- Emma Grenier
- Joseph Gudenburg
- Patrick Hastert - André
- Pol Hoffmann
- Marja-Leena Junker - Mare de Catherine
- Sofie Knyff
- Jean-Paul Maes
- André Mergenthaler
- Domenico Miccolis
- Myriam Muller - Catherine
- Paul Scheuer - Pare de Catherine
- Isabelle Thill
- Guido Tomassini
- Thierry Van Werveke - Christian
- Marie-Paule von Roesgen - Mare de Christian